# Байу-Ундан – Дарвін
Байу-Ундан — Дарвін — газогін, що доставляє газ з офшорного родовища у Тиморському морі до заводу по виробництву зрідженого природного газу Дарвін ЗПГ.
На початку 21 століття почалась розробка родовища Байу-Ундан, розташованого у зоні  Спільної території розробки вуглеводнів між Східним Тимором та Австралією. Географічно родовище лежить значно ближче до острова Тимор, проте відокремлене від нього жолобом глибиною до 3 км, якому властиві висока сейсмічна активність та обвали на стінках. Тому учасники консорціуму, що здійснює розробку, наполягли на варіанті з розміщенням заводу по виробництву ЗПГ в Австралії, для чого спорудили газогін довжиною 502 км та діаметром 650 мм. Введення в експлуатацію об'єкта припало на 2006 рік.
Траса газогону починається в районі з глибинами моря 60 метрів, звідки швидко спускається по схилу до 100 метрів. Протягом подальшого маршруту максимальні глибини сягають 140 метрів. Трубопровід укладено прямо на ґрунт без спорудження траншеї, проте на значному відтинку все-таки захищений скельними породами від якорів та іншого втручання.
Відомо, що над спорудженням газопроводу працювало турбоукладальне судно "Semac 1".
Також варто відзначити, що в середині 2020-х на тлі вичерпання запасів Байу-Ундан Дарвін ЗПГ має отримати додатковий ресурс по іншому офшорному газопроводу Баросса – Дарвін. 